# Hernán Arsenio Pérez
Hernán Arsenio Pérez González conhecido como Hernán Pérez (Ñemby, Paraguai, 25 de fevereiro de 1989), é um futebolista paraguaio que atua como meia. Atualmente, joga pelo Unión Comercio.

## Clubes
Hernán Pérez começou nas categorias de base do Tacuary como uma promessa do clube, jogou de 2005 há 2008 até fechar um contrato de dois anos com Libertad, reforço para a Copa Libertadores da América de 2008 e o Campeonato Paraguaio de Futebol de 2008 onde se consagrou campeão, e 2009, apos encerrar o contrato de dois anos o Hernán Pérez fechou  contrato de cinco anos com Villarreal da Espanha Defendeu em seguida o Olympiakos, da Grécia, e voltou para a Espanha, jogando por Real Valladolid, Espanyol e Alavés. Nas útimas três temporadas, o atacante estava no Al-Ahli.
Em 28 de julho de 2022 O Coritiba anunciou a contratação de Hernán Pérez. O contrato com o Coxa vai até o fim de 2022, com possibilidade de prorrogação até 2023.

## Seleção
Hernán Pérez tem atuado pela Seleção Paraguaia de Futebol Sub 20 no Campeonato Mundial de Futebol Sub-20 de 2009 de 2009, onde Paraguai foi eliminada nas outavas de final para Seleção da Coreia do Sul por 3x0. Em 2011 Hernán Pérez foi convocado  para atuar na Seleção Paraguaia de Futebol na Copa América de 2011 Seleção do Paraguai chegou a final da competição ficando em segundo colocado perdendo para a Seleção do Uruguai por 3x0 em Buenos Aires.

## Títulos
Libertad
- Campeonato Paraguaio Apertura e Clausura: 2008

Olympiacos
- Campeonato Grego: 2013–14